# Правителство на Народна република Македония (7)
Седмото правителство на Народна република Македония, наречено Изпълнителен съвет на Народното събрание на Народна република Македония е формирано на 15 април 1958 година. Мандатът му продължава около пет години, до 25 юни 1963 година.
Първоначално Съветът се оглавява от Любчо Арсов, който през декември 1960 г. е сменен от Александър Гърличков.

## Състав на Изпълнителния съвет
Съставът на правителството е следният:
- Любчо Арсов – председател на съвета
- Страхил Гигов – заместник-председател
- Филип Брайковски – секретар
- Александър Гърличков – член
- Методи Митевски – член
- Вера Ацева – член
- Ристо Джунов – член
- Мито Хадживасилев – член
- Благой Попов- член
- Васил Георгов – член
- Трайче Груйоски – член
- Реис Шакири – член
- Мориц Романо – член
- Петър Здравковски – член
- Мито Мицайков – член
- Асен Симитчиев – член

## Промени от 1960
- Любчо Арсов е освободен от Изпълнителния съвет (той става член на югославското федерално правителство). Председател на съвета от 21 декември 1960 е Александър Гърличков[2].

## Промени от 1962
- Никола Георгиевски – министър на народното здраве[3]